# Грансе-ле-Шато-Нёвель
Грансе́-ле-Шато́-Нёве́ль (фр. Grancey-le-Château-Neuvelle) — коммуна во Франции, находится в регионе Бургундия. Департамент коммуны — Кот-д’Ор. Входит в состав кантона Грансе-ле-Шато-Нёвель. Округ коммуны — Дижон.
Код INSEE коммуны — 21304.

## Население
Население коммуны на 2010 год составляло 272 человека.
| 1962 | 1968 | 1975 | 1982 | 1990 | 1999 | 2010 |
| ---- | ---- | ---- | ---- | ---- | ---- | ---- |
| 294  | 281  | 317  | 269  | 278  | 291  | 272  |

## Экономика
В 2010 году среди 161 человека трудоспособного возраста (15—64 лет) 119 были экономически активными, 42 — неактивными (показатель активности — 73,9 %, в 1999 году было 72,5 %). Из 119 активных жителей работали 112 человек (62 мужчины и 50 женщин), безработных было 7 (2 мужчин и 5 женщин). Среди 42 неактивных 7 человек были учениками или студентами, 20 — пенсионерами, 15 были неактивными по другим причинам.